# Taeniogyrus dayi
Taeniogyrus dayi is een zeekomkommer uit de familie Chiridotidae.
De wetenschappelijke naam van de soort werd in 1952 gepubliceerd door Gustave Cherbonnier.